# نور ماراقا
نور ماراقا (ارمنی: Նոր Մարաղա؛ ترکی آذربایجانی: Qızıl Kəngərli) یک منطقهٔ مسکونی در جمهوری آرتساخ است که در استان مارتاکرت واقع شده‌است.